# Montaldo Torinese
Montaldo Torinese – miejscowość i gmina we Włoszech, w regionie Piemont, w prowincji Turyn.
Według danych na rok 2004 gminę zamieszkiwało 589 osób, 147,2 os./km².